# Medidor de umidade
Medidores de umidade (português brasileiro) ou humidade (português europeu) são máquinas capazes de quantificar a quantidade de água no estado de vapor de um determinado objeto ou local.
Dentro das necessidades de se medir a quantidade de umidade, está a  do solo. Ela se dá devido aos projetos de engenharia como estradas, controle de talude naturais e aterro. Na agricultura também se percebe a importância de medir a umidade do solo dentro da informação da quantidade de água disponível para as plantas 
no sistema solo-planta-atmosfera, e em sistemas automatizados de irrigação. .
Ainda dentro da agricultura,  é muito comum mensurar a quantidade de umidade da biomassa, antes da transformação dela em briquetes. Quando a matéria prima (biomassa) tem um alto grau de umidade, ela não compacta a quantidade suficiente para se a produção de um briquete com qualidade. .
Aparelhos usados para medir a umidade do ar são chamados de higrômetros.